# DJ Sharkey
W treści tego artykułu od 2013-09 występują prawdopodobnie wyrażenia zwodnicze, co nie jest zgodne z zasadami przyjętymi w Wikipedii.
 Po wyeliminowaniu niedoskonałości należy usunąć szablon [[Szablon:Dopracować|]] z tego artykułu.
Sharkey, właściwie Jonathan Kneath (ur. 25 lipca w 1975 r. w Plymouth) − brytyjski DJ i producent muzyki hardcore.

## Kariera
Produkcję muzyki rozpoczął w 1995 roku, współpracując z DJ-em Hixxy i wspólnie stworzyli utwór "Toytown", który okazał się jednym z największych hitów happy hardcore w latach 1990. Sharkey i Hixxy podpisali umowę z wytwórnią płytową React Music i wydali swój pierwszy wspólny album "Bonkers", będący początkiem serii albumów kompilacyjnych, które odniosły w Wielkiej Brytanii duży sukces. W 1998 r. Sharkey wydał swój własny album zatytułowany "Hard life". Również w tym roku, po nawiązaniu współpracy z DJ-em Kevin Energy, porzucił happy hardcore na rzecz freeform hardcore'u. Sharkey jest nazywany "ojcem" tego gatunku. Sharkey grywał na większości dużych brytyjskich festiwali rave, jak również w USA, Australii, Kanadzie i Japonii.